# Emma Mackey
Emma Margaret Marie Tachard-Mackey (født 4. januar 1996 i Le Mans, Frankrig) er en engelsk/fransk skuespillerinde. Hun er mest kendt i rollen som Maeve Wiley i Netflix-serien Sex Education.

## Karriere
Mackey medvirker i Netflix-dramedy-serie Sex Education (2019-nu) som Maeve Wiley, en kløgtig, socialt udstødt og bad-girl,, der overbeviser en medstuderende om at starte en såkaldt "sexklinik", på deres skole. Sex Education er Mackeys første store tv-serie. Hun har modtaget positive modtagelser for sin præstation i serien. 

## Filmografi

### Film
| År   | Titel               | Rolle                   |
| ---- | ------------------- | ----------------------- |
| 2022 | Døden på Nilen (sv) | Jacqueline de Bellefort |
| TBA  | The Winter Lake     |                         |

### TV
| År      | Titel         | Rolle       |
| ------- | ------------- | ----------- |
| 2016    | Badger Lane   | Michelle    |
| 2018    | Summit Fever  | Isabelle    |
| 2019–23 | Sex Education | Maeve Wiley |